# Apterepilissus sericeus
Apterepilissus sericeus là một loài bọ cánh cứng trong họ Bọ hung (Scarabaeidae).